# Hanret
Hanret (en wallon Anret) est une section de la commune belge d'Éghezée située en Région wallonne dans la province de Namur.
C'était une commune à part entière avant la fusion des communes de 1977. Elle comptait un hameau : La Vallée.

## Évolution démographique
- Source: DGS, 1831 à 1970=recensements population, 1976= habitants au 31 décembre

## Patrimoine et culture

### Patrimoine architectural

#### Village de châteaux

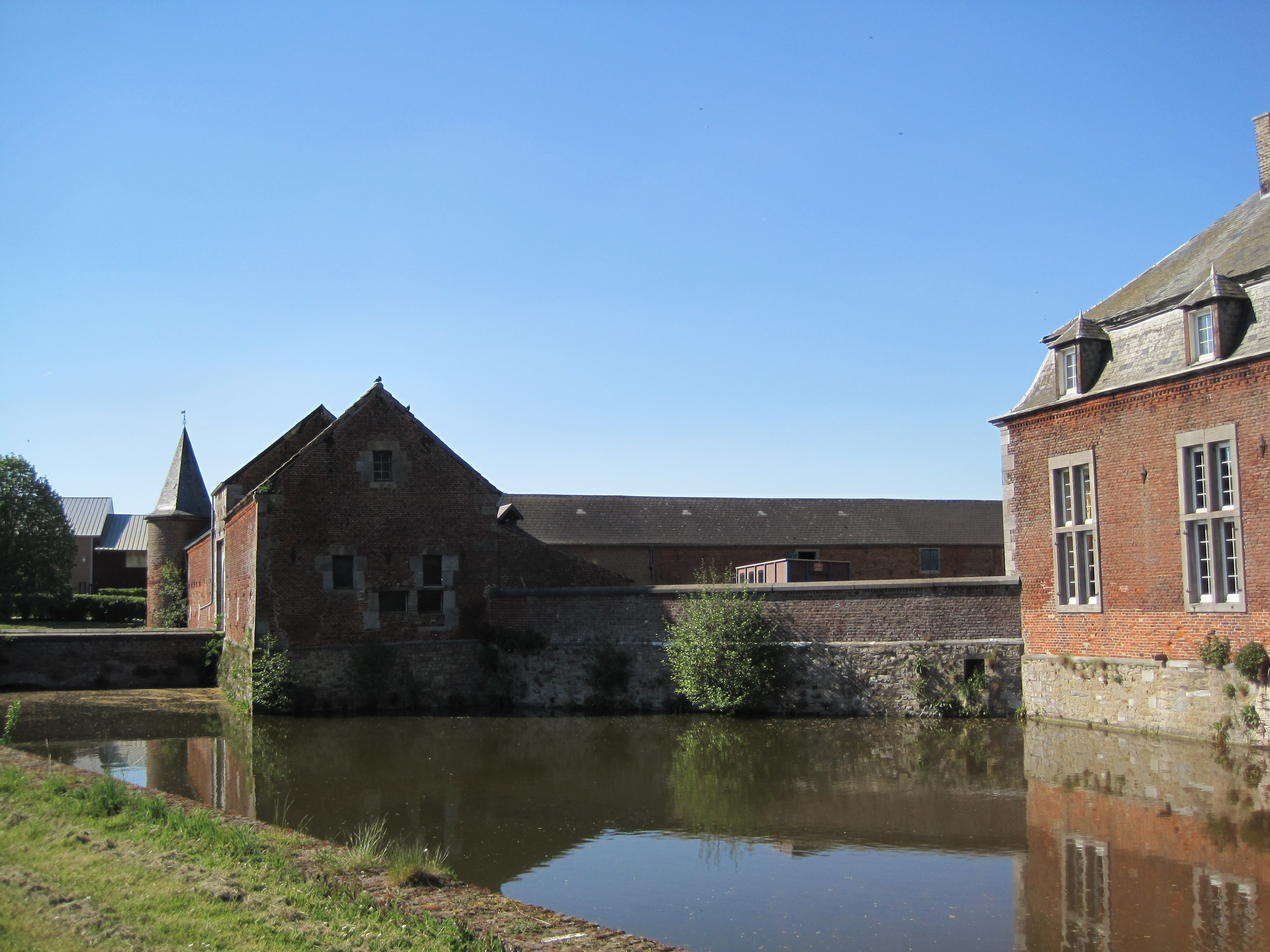
La Ferme de Montigny.

Hanret, comme de nombreux villages dans la région présente des châteaux et autres seigneuries.
Les deux meilleurs exemples sont les châteaux de Frocourt et de Montigny. Le château de Frocourt, sur la commune d'Eghezée, est le siège d’une ancienne seigneurie, fut construit au début du XVIIe siècle, agrandi au XIXe et restauré en 1976. Il est agrémenté à l’arrière d’un vaste parc arboré et d’étangs. La ferme de Montigny est également le siège d’une ancienne seigneurie citée depuis le XIVe siècle, aux Smackers. Ce château a été reconstruit en 1652 en un vaste complexe défensif. Les façades et les tourelles actuelles datent de cette époque et sont d’inspiration espagnole. Encore partiellement entouré d’eau, un pont-levis en défendait l’entrée.

#### Eglise et chapelles
L'église Saint-Rémy, bâtie au XVIIIe siècle en style classique par l'abbé Renotte de Saint-Jacques à Liège, dont les armoiries se trouvent au-dessus porte, l'église est agrandie d'un transept en 1848 et la tour datant de 1760. Sous l'Ancien Régime, c'était le chef-lieu de doyenné du diocèse de Liège puis de Namur.
La chapelle Notre-Dame des Affligés datant du XIXe siècle et restaurée en 1917 renferme une fausse niche de style Louis XVI qui abrite une Vierge habillé à l'Enfant.

## Personnages célèbres
Les cavaliers brésiliens Nelson Pessoa, et son fils, Rodrigo Pessoa se sont entraînés à Hanret dans une écurie privée, aménagée en 1981.